# Сокитлан
Сокитла́н (исп. Zoquitlán), иногда называется Сан-Па́бло-Сокитла́н (исп. San Pablo Zoquitlán) — населённый пункт в Мексике, в горной местности на юго-востоке штата Пуэбла. Является административным центром муниципалитета Сокитлан.
Население — 2865 человек (2010 год).